# Nikólskoie (Astracan)
Nikólskoie - Никольское (rus) - és un poble de l'óblast d'Astracan, a Rússia, segons el cens del 2010 tenia 793 habitants.